# Vobis
Die Vobis GmbH (ehemals Vobis AG) ist ein deutscher Franchisegeber im Bereich des PC-Vertriebs an Verbraucher. In den 1990er Jahren, als die Firma zum Metro-Konzern gehörte, wies Vobis als Handelsunternehmen zeitweise mit die höchsten Hardware-Verkaufszahlen in Deutschland auf.
PCs, Monitore und diverses Zubehör wurden früher unter der Eigenmarke Highscreen verkauft. Ein Teil der selbst produzierten Produkte wurde von Luigi Colani entworfen und 1993 auf der Cebit vorgestellt. Von 1993 bis 1997 gab Vobis auch die Computerzeitschrift Highscreen Highlights heraus. Bekannt war der Verbraucherprospekt namens Denkzettel.

## Geschichte
Vobis wurde 1975 als Vero GmbH von den Studenten Theo Lieven und Rainer Fraling in Aachen gegründet. Die beiden späteren erfolgsbedingten Studienabbrecher – Lieven schloss sein Studium allerdings später an der Fernuniversität in Hagen ab – begannen im Rahmen des „Studienhilfe e. V.“ mit dem Beschaffen sonst teurer Studienmaterialien wie Rechenschiebern und Taschenrechnern für Kommilitonen.

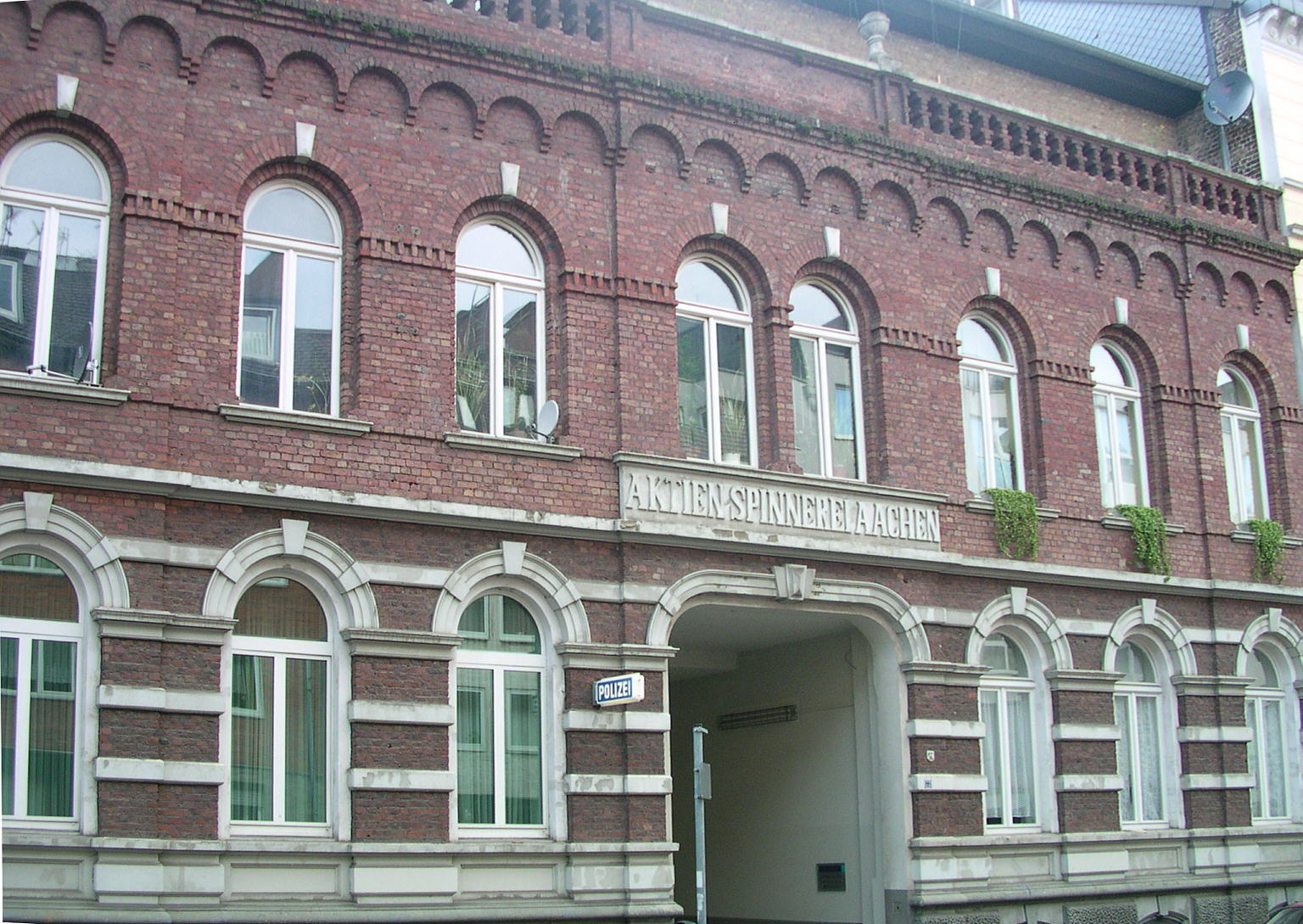
Einer der ersten Vobis-Läden war in den 1980er Jahren im Hinterhof der Aachener Aktienspinnerei in der Viktoriastraße

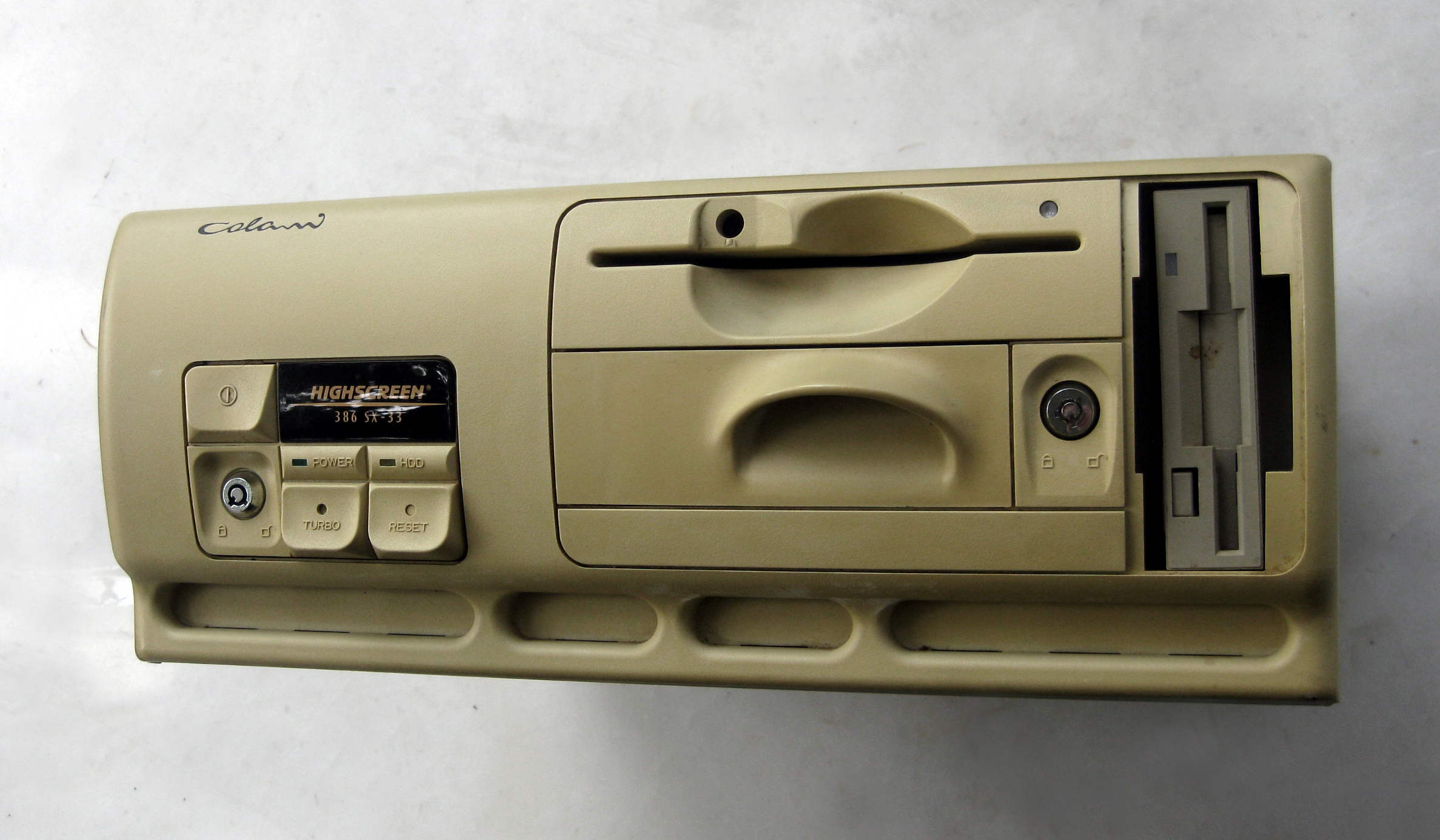
Ein von Luigi Colani gestalteter Desktop-PC der Marke Highscreen mit Wechselfestplatte (unten)

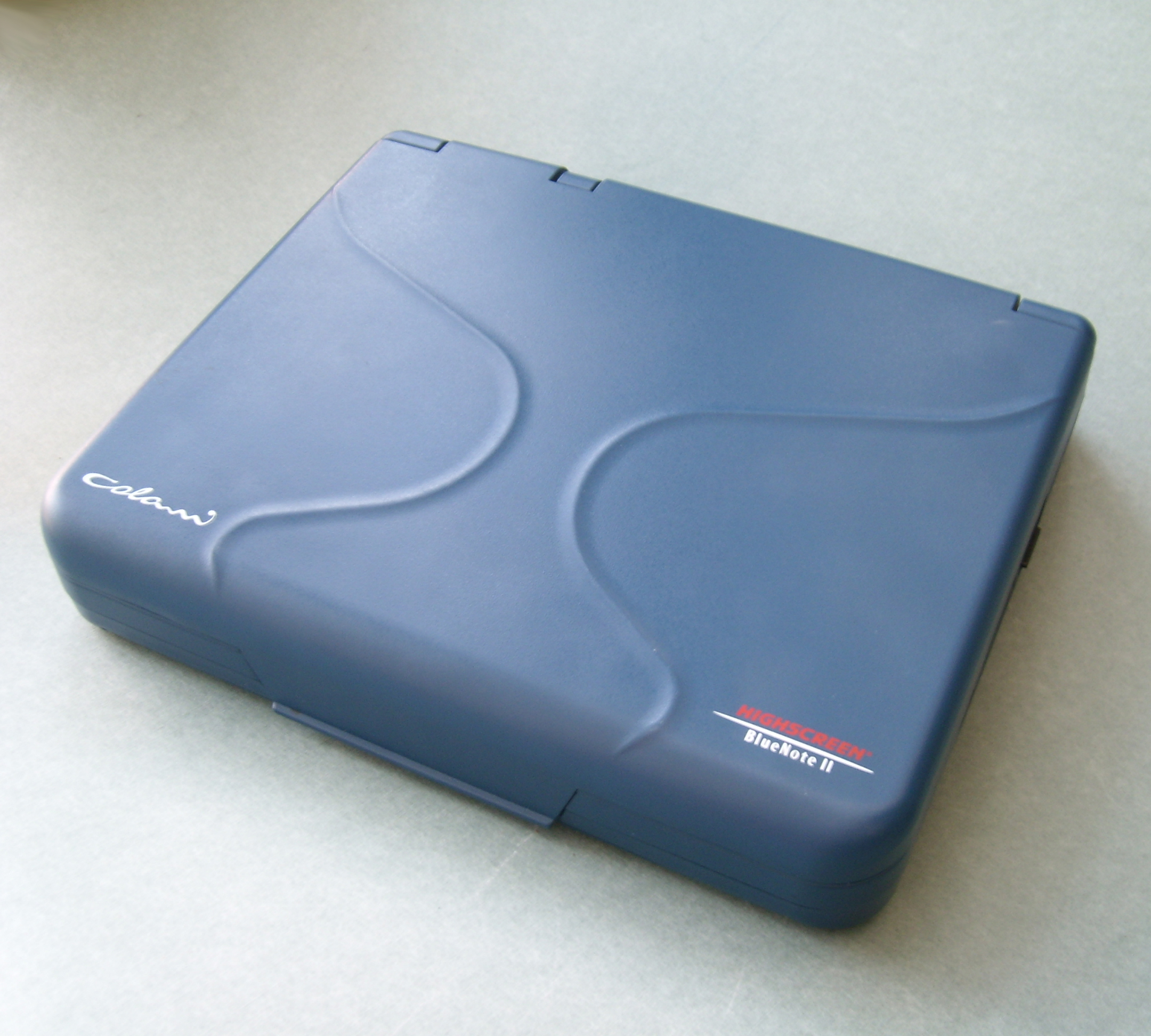
Ein Highscreen-Notebook, ebenfalls entworfen von Colani

1981 wurde die Firma auf Vobis Data Computer GmbH umfirmiert und es begann die Expansion in Deutschland. Die lateinische Vokabel „vobis“ bedeutet „für euch“. Zur damaligen Zeit sollte dieser Schritt dem Kunden aufzeigen, dass Vobis der Volksanbieter für Mikrocomputer sein wollte.
Im Jahre 1989 beteiligte sich die Metro AG, bevor 1991 die Umwandlung in eine Aktiengesellschaft durchgeführt wurde. Vobis expandierte auch ins Ausland und gründete u. a. Filialen in Österreich, Polen, Belgien und Frankreich. 1995 setzte Vobis wegen Lieferterminverschiebungen der 32-Bit-Plattform Windows 95 darauf, Kunden standardmäßig das bereits erschienene 32-Bit-Betriebssystem OS/2 von IBM auf PCs vorzuinstallieren, wodurch OS/2 auf dem deutschen Markt einen größeren Bekanntheitsgrad als anderswo erreichte. Microsoft soll in der Folge versucht haben, Vobis die Lizenz für Windows 95 zu entziehen, was einen schweren wirtschaftlichen Nachteil für Vobis bedeutet hätte.
Im Jahre 1997 stellte Vobis den Highscreen Alpha 5000 vor, einen Computer für den Heimanwender auf Basis des – eigentlich für den professionellen Markt entwickelten – RISC-Prozessors Alpha von DEC. Im selben Jahr war Vobis mit 776 Filialen in elf Ländern vertreten.
Die Metro zerschlug den Konzern Anfang 1999 durch Verkauf der neun Auslandsfilialen und Ausgliederung der Computerfertigung in die Tochtergesellschaft Maxdata. Die Berliner Unternehmer Jürgen Rakow, der bis dahin 33 Filialen als Franchisenehmer unter seiner Betreibergesellschaft Vobis Micro Computer Franchise-Shop GmbH (VMCFS) betrieben hatte, und Jürgen Bochmann erwarben für die VMCFS 25 Prozent plus eine Aktie an dem verbleibenden Filialunternehmen sowie die Namensrechte an dem Begriff Vobis Microcomputer AG. Sie übernahmen gleichzeitig die unternehmerische Verantwortung für die Gesellschaft. Die Vobis Microcomputer AG verlegte 2009 ihren Sitz von Thaleischweiler-Fröschen nach Langenburg. 2011 schieden Jürgen Bochmann und Siegfried Raisin als Geschäftsführer aus, Nachfolgerin wurde Claudia Wiedenig. Mit Vertrag vom 31. Juli 2014 wurde die Gesellschaft mit der von Saarbrücken ebenfalls nach Langenburg verlegten IT-Holding GmbH verschmolzen und diese wiederum mit der von Siegfried Kaske geführten Divaco Beteiligungs AG & Co KG.
Im Jahr 2003 schloss der ehemalige Mutterkonzern Metro eine Vereinbarung mit dem Unternehmen zur Führung von Vobis-Produkten in den Kaufhof-Warenhäusern, durch die die deutschlandweiten Verkaufsstellen von Vobis von 65 auf 323 erhöht wurden. Die Vobis-Zentrale zog 2004 im Zuge größerer Umstrukturierungen von Würselen nach Potsdam um.
Die Umstrukturierung des Konzerns wurde Ende 2005 fortgeführt. Die Filialen firmierten von nun an zum Großteil unter Vobis digital expert. Der neue Firmenname sollte den Kunden vermitteln, dass Vobis seinen Service auf digitalen Medien ausbaut. Der Fokus der Geschäftstätigkeit wurde vom Verkauf von Komplett-PCs auf das Einzelteilegeschäft und den Service verschoben. Nach einem verlorenen Rechtsstreit gegen die Expert AG musste sich das Unternehmen vom „Digital-expert“-Namen trennen; der Name „Vobis“ blieb bestehen.
Anfang 2008 berichtete das Unternehmen über insgesamt 48 Franchisenehmer, eine Halbierung gegenüber dem Jahr 2005. Inzwischen hatte das Unternehmen seinen Teilbetrieb Franchisesystem zum Vertrieb von Produkten und Dienstleistungen für IT und Telekommunikation auf die Beteiligungsgesellschaft Sibov AG übertragen und seinen Sitz von Thaleischweiler-Fröschen nach Potsdam verlegt. Der seit 2007 als Nachfolger von Jürgen Rakow amtierende Geschäftsführer Bernhard Scholtes schied nach sechs Monaten aus, an seine Stelle traten Jürgen Bochmann und Siegfried Raisin, 2010 kam dann Jürgen Rakow wieder hinzu, die beiden Letzteren schieden jedoch 2013 aus. Die Sibov AG firmierte 2014 in eine GmbH um und verlegte ihren Sitz ebenfalls nach Langenburg, wo sie in das Beteiligungsgeflecht von Siegfried Kaske einbezogen wurde.
Anfang Dezember 2009 eröffnete Vobis seinen neu konzipierten Onlineshop. Seit 2009 wird der Markenname Highscreen von russischen Smartphones verwendet.
2012 wurde der Onlineshop an einen Franchisenehmer, die Bora Computer GbR, vergeben.
Im Juli 2017 existierten nur noch 13 Filialen. Diese befanden sich in Berlin und Ostdeutschland. Im November 2020 wurden sechs Filialen genannt, davon zwei in Berlin.
Im August 2024 war Vobis in Deutschland noch mit 5 Filialen in Wismar, Berlin, Bautzen und Görlitz vertreten.

## Kritik
Aufsehen erregte das Unternehmen im Januar 2008 durch Fremd- und Eigeninsolvenzanträge gegen den Betreiber des Vobis-Onlineshops für Verbraucher, der am 1. April 2008 in Insolvenz ging. Trotz der Insolvenzanträge ließ Vobis den in ihren eigenen Webauftritt vollständig integrierten Shop ca. einen Monat lang weiter unter ihr gehörender Domain fortführen. Verbrauchern, die in diesem Zeitraum Bestellungen ausführten und Zahlungen für bestellte Produkte leisteten, verweigerte Vobis unter Hinweis auf die Franchisestruktur bis auf einen im Fernsehen öffentlichkeitswirksam dargestellten Einzelfall die Schadensregulierung. Der neue Onlineshop, den Vobis unter zwischenzeitlicher Aufrechterhaltung des Webshops zeitnah zum Eigeninsolvenzantrag von dessen Betreiber beauftragt hatte, wurde wenige Tage später unter gleicher Adresse und in identischem Erscheinungsbild von Vobis selbst betrieben.